# Communauté d'agglomération Versailles Grand Parc
La communauté d'agglomération Versailles Grand Parc (CAVGP ou VGP) est une structure intercommunale française située dans les départements des Yvelines et de l'Essonne, et la région Île-de-France. 
L'intercommunalité constitue la partie nord du pôle scientifique et technologique Paris-Saclay, en cours d'aménagement depuis 2010.

## Historique
Créée le 8 novembre 2002 par arrêté préfectoral, la communauté de communes du Grand Parc regroupe initialement neuf communes de la plaine de Versailles. Elle tient son nom du « Grand parc » créé par Louis XIV, grand chasseur, pour constituer une vaste réserve de gibier tout autour du château de Versailles.
Le 24 juin 2003, l'intégration de la commune de Bièvres (Essonne) est approuvée par le conseil communautaire.
Le 1er janvier 2007, l'intégration de la commune de Bois-d'Arcy (Yvelines) est approuvée par le conseil communautaire et la communauté prend le nom de « Versailles Grand Parc ».
Dès sa création, avec plus de cent cinquante mille habitants et, en son sein, le chef-lieu du département, la communauté d'agglomération Versailles Grand Parc apparaissait comme une entité plus importante qu'une simple communauté de communes. Elle remplissait largement les conditions démographiques pour devenir une communauté d'agglomération (cinquante mille habitants minimum), ce qui supposait toutefois une évolution importante sur la fiscalité (TPU ou taxe professionnelle unifiée sur le territoire après une période transitoire de quelques années) ainsi que le transfert supplémentaire de nouvelles compétences.
Le 1er janvier 2010, VGP s'est effectivement transformée en communauté d'agglomération, avec le passage à la TPU ainsi que le transfert des compétences : approvisionnement en eau potable, gestion des parkings et pôles multimodaux et gestion d'équipements culturels et sportifs. Elle adhère également à cette date au syndicat mixte Paris Métropole.
Le projet de schéma départemental d'intercommunalité des Yvelines, présenté début 2011 par le préfet des Yvelines dans le cadre de l'achèvement de la carte intercommunale, prévoit le rattachement de Vélizy-Villacoublay, Le Chesnay, Châteaufort, La Celle-Saint-Cloud et Bougival à Versailles Grand Parc. Toutefois, Vélizy a fait la choix de se tourner vers la Communauté d'agglomération Grand-Paris-Seine-Ouest
Le 1er janvier 2011, les communes de Bailly, Noisy-le-Roi et Rennemoulin rejoignent la communauté d'agglomération Versailles Grand Parc, qui compte alors quatorze communes.
Le 1er janvier 2013, la commune de Châteaufort rejoint la communauté d’agglomération, qui compte alors quinze communes.
Le 1er janvier 2014, les communes du Chesnay, Bougival et de La Celle-Saint-Cloud rejoignent la communauté d’agglomération de Versailles Grand Parc.
Le 21 mai 2014, le conseil municipal de Vélizy-Villacoublay, en conséquence des élections municipales de 2014 et des règles et contraintes induites par la création de la métropole du Grand Paris auxquelles la ville souhaite échapper,,, vote en faveur d'une sortie de Grand Paris Seine Ouest (GPSO) qui projetait son entrée en tant que territoire de la métropole du Grand Paris.
Vélizy-Villacoublay quitte effectivement Grand Paris Seine Ouest le 1er janvier 2015 et  devient temporairement une commune isolée, avant de rejoindre Versailles Grand Parc le 1er janvier 2016, portant à dix-neuf le nombre de communes associées.Toutefois, Le Chesnay et Rocquencourt ayant fusionné au sein de la commune nouvelle du Chesnay-Rocquencourt le 1er janvier 2019, le nombre de communes regroupées n'est plus que de 18.

## Territoire communautaire

### Géographie
La communauté d'agglomération Versailles Grand Parc est située à l'est du département des Yvelines et à l'extrême nord-ouest du département de l'Essonne. Son altitude varie entre soixante-huit mètres à Bièvres et cent quatre-vingt mètres à Bois-d'Arcy.
Sur le territoire communautaire se trouvent six forêts domaniales : Marly-le-Roi, Fausses reposes, Meudon, Versailles, Bois d’Arcy et Port-Royal

### Composition
La communauté d'agglomération est composée des 18 communes suivantes :

| Nom                     | Code Insee | Gentilé         | Superficie (km2) | Population (dernière pop. légale) | Densité (hab./km2) |
| ----------------------- | ---------- | --------------- | ---------------- | --------------------------------- | ------------------ |
| Versailles (siège)      | 78646      | Versaillais     | 26,18            | 83 918 (2022)                     | 3 205              |
| Bailly                  | 78043      | Baillacois      | 6,53             | 3 690 (2022)                      | 565                |
| Bièvres                 | 91064      | Biévrois        | 9,69             | 4 700 (2022)                      | 485                |
| Bois-d'Arcy             | 78073      | Arcysiens       | 5,48             | 16 225 (2022)                     | 2 961              |
| Bougival                | 78092      | Bougivalais     | 2,76             | 9 083 (2022)                      | 3 291              |
| Buc                     | 78117      | Bucains         | 8,07             | 5 868 (2022)                      | 727                |
| La Celle-Saint-Cloud    | 78126      | Cellois         | 5,82             | 20 440 (2022)                     | 3 512              |
| Châteaufort             | 78143      | Castelfortains  | 4,88             | 1 540 (2022)                      | 316                |
| Le Chesnay-Rocquencourt | 78158      | Chesnaycourtois | 7,02             | 31 064 (2022)                     | 4 425              |
| Fontenay-le-Fleury      | 78242      | Fontenaysiens   | 5,43             | 13 640 (2022)                     | 2 512              |
| Jouy-en-Josas           | 78322      | Jovaciens       | 10,14            | 7 985 (2022)                      | 787                |
| Les Loges-en-Josas      | 78343      | Logeois         | 2,48             | 1 655 (2022)                      | 667                |
| Noisy-le-Roi            | 78455      | Noiséens        | 5,43             | 7 597 (2022)                      | 1 399              |
| Rennemoulin             | 78518      | Rennemoulinois  | 2,22             | 107 (2022)                        | 48                 |
| Saint-Cyr-l'École       | 78545      | Saint-Cyriens   | 5,01             | 20 451 (2022)                     | 4 082              |
| Toussus-le-Noble        | 78620      | Nobeltussois    | 4,02             | 1 176 (2022)                      | 293                |
| Vélizy-Villacoublay     | 78640      | Véliziens       | 8,93             | 22 481 (2022)                     | 2 517              |
| Viroflay                | 78686      | Viroflaysiens   | 3,49             | 16 943 (2022)                     | 4 855              |

### Démographie
| 1968    | 1975    | 1982    | 1990    | 1999    | 2010    | 2015    | 2021    |
| ------- | ------- | ------- | ------- | ------- | ------- | ------- | ------- |
| 222 674 | 259 781 | 259 353 | 262 031 | 255 445 | 261 451 | 264 238 | 267 857 |

## Organisation

### Siège
Le siège de l'intercommunalité est situé à Versailles, dans le Pavillon des Gendarmes , 6 avenue de Paris.

### Élus
Le conseil communautaire de la communauté d'agglomération se compose de 76 conseillers, représentant chacune des communes membres et élus pour une durée de six ans.
Ils sont répartis comme suit :
| Nombre de conseillers | Communes                                  |
| --------------------- | ----------------------------------------- |
| 25                    | Versailles                                |
| 9                     | Le Chesnay-Rocquencourt                   |
| 6                     | La Celle-Saint-Cloud, Vélizy-Villacoublay |
| 5                     | Saint-Cyr-l'École                         |
| 4                     | Bois-d'Arcy, Fontenay-le-Fleury, Viroflay |
| 2                     | Bougival, Jouy-en-Josas, Noisy-le-Roi     |
| 1 (+1 suppléant)      | les 7 autres communes                     |

Au terme des élections municipales de 2020, le conseil communautaire du 7 juillet 2020, a réélu son président, François de Mazières, maire de Versailles, et désigné ses vice-présidents, qui sont : 
1. Marie-Hélène Aubert, maire de Jouy-en-Josas ;
2. Richard Delepierre, maire du Chesnay-Rocquencourt ;
3. Pascal Thévenot, marie de Vélizy-Villacoublay ;
4. Olivier Delaporte, maire de La Celle Saint-Cloud ;
5. Sonia Brau, maire de Saint-Cyr-l’École ;
6. Olivier Lebrun, maire de Viroflay ;
7. Philippe Benassaya, maire de Bois d’Arcy
Celui-ci étant devenu député des Yvelines, il est remplacé lors du conseil communautaire du 1er décembre 2020 par Jean-Philippe Luce, nouveau maire de la commune[13] ;
8. Richard Rivaud, maire de Fontenay-le-Fleury ;
9. Luc Wattelle, maire de Bougival ;
10. Marc Tourelle, maire de Noisy-le-Roi ;
11. Stéphane Grasset, maire de Buc ;
12. Anne Pelletier-Le Barbier, maire de Bièvres ;
13. Jacques Alexis, maire de Bailly ;
14. Caroline Doucerain, maire des Loges-en-Josas ;
15. Patrice Berquet, maire de Châteaufort ;

Afin que chaque ville soit représentée au sein du bureau, celui-ci est composé pour la mandature 2020-2026 du président, des vice-présidents et des maires de Toussus-le-Noble et de Rennemoulin.

### Liste des présidents
| Période | Période                         | Identité             | Étiquette | Qualité |
| ------- | ------------------------------- | -------------------- | --------- | --- |
| 2002    | 2008                            | Étienne Pinte        | UMP       | Maire de Versailles (1995 → 2008) Député des Yvelines (1re circ.) (1978 → 2007)                                                                                                  |
| 2008    | En cours (au 1er décembre 2020) | François de Mazières | DVD       | Maire de Versailles (2008 → ). Député des Yvelines (1re circ.) (2012 →2017) Président de la Cité de l’architecture et du patrimoine (2004 → 2012) Réélu pour le mandat 2020-2026 |

### Compétences
La communauté d'agglomération exerce les compétences qui lui ont été transférées par les communes membres, dans les conditions fixées par le code général des collectivités territoriales :
- Compétences obligatoires
  - Le développement économique[16],[17] : 
    - Accompagnement des jeunes entreprises : aides financières, tutorat, pépinière d’entreprises, etc.
    - Implantation de nouvelles entreprises : prospection, bourse de locaux, marketing territorial, etc.
    - Développement et modernisation de l’offre d’accueil : hôtels d’entreprises, zones d’activités économiques, etc.
    - Soutien à l’innovation : pôles de compétitivité, démonstrateurs, accueil de salons internationaux, etc.
    - Animation du tissu économique et relation avec les entreprises

  - L’aménagement de l'espace communautaire à Versailles Satory et Oin Paris Saclay[18]
    - Versailles Grand Parc exerce sa compétence Aménagement de l’espace communautaire à travers les grands projets et le développement des transports tout en respectant le cadre de vie : concilier le respect des hommes, du patrimoine et de l’environnement.
    - Sont concernés en tout premier lieu la plaine de Versailles, secteur agricole et touristique classé au titre de l’environnement, ainsi que le plateau de Satory, territoire d’innovation en devenir au cœur de l’opération d’intérêt national (OIN) de Paris Saclay.

  - L'équilibre de l'habitat[19],[20]
    - La compétence habitat de Versailles Grand Parc se conjugue à travers des actions bien précises définies dans un Programme local de l’habitat.
    - Parmi les actions découlant de ce programme, Versailles Grand Parc participe notamment au développement de l’offre de logements conventionnés en versant différentes subventions aux bailleurs sociaux.
    - Elle a également pour objectif de faciliter la réhabilitation du parc existant et augmenter le niveau de production de logements afin de favoriser les parcours résidentiels.

  - La politique de la ville[21],[22]
    - Depuis 2010, l’exercice de la compétence Politique de la ville se traduit par deux actions principales :
    - Le soutien aux missions locales intercommunales qui accompagnent les jeunes dans leur parcours d’insertion en les aidant à rechercher un emploi, une formation ou un hébergement. Versailles Grand Parc subventionne les trois missions locales intercommunales du territoire, à savoir celles de Massy, Saint-Quentin-en-Yvelines et Versailles.
    - La prévention de la délinquance, par la mise en place d’un système de vidéosurveillance intercommunal.
- Compétences optionnelles
  - La protection et la mise en valeur de l'environnement et du cadre de vie[23]
    - Gestion des déchets
    - Maîtrise de la demande énergétique
    - Mesures de lutte contre la pollution de l'air
    - Gestion des nuisances sonores

  - La gestion d'équipements culturels et sportifs[24],[25]
    - Cinq conservatoires et écoles de musique sont gérés par l’agglo. Il s’agit du Conservatoire à Rayonnement Régional de Versailles, du Conservatoire à Rayonnement Intercommunal de Viroflay, du Conservatoire de musique de Rocquencourt et des écoles de musique de Buc et de Jouy-en-Josas.
    - VGP assure également le financement de six écoles associatives présentes dans les communes au travers d’une subvention annuelle.
    - Afin d’accroître la notoriété des projets culturels des communes, VGP soutient certains évènements en développant des actions à l’échelle intercommunale. Certains spectacles, ateliers ou rencontres sont exportés pour irriguer le territoire.
    - En lien avec la compétence déplacement, Versailles Grand Parc réalise des équipements dédiés aux sports de pleine nature (pistes de VTT, de courses pédestres…).

  - Les déplacements[26],[27]
    - Versailles Grand Parc agit pour faciliter les déplacements sur son territoire. Pour cela, l'agglomération intervient sur le réseau de bus en partenariat avec IDF Mobilités, accompagne les projets de transports collectifs ferrés, améliore la qualité des parcs de stationnement et réalise des aménagements cyclables.
    - Versailles Grand Parc réalise des équipements dédiés aux sports de pleine nature (pistes de VTT, de courses pédestres…). En 2011, un schéma directeur de 90 km de pistes cyclables a été engagé afin de promouvoir les circulations douces.

  - Les aires d'accueil des gens du voyage[28]
    - La gestion de l’eau potable, compétence de Versailles Grand Parc est assurée par deux syndicats de traitement : le SMG-SEVESC et le SEDIF.

  - L’approvisionnement en eau potable[29]
    - La gestion de l’eau potable, compétence de Versailles Grand Parc est assurée par deux syndicats de traitement : le SMG-SEVESC et le SEDIF.

  - La fourrière animale[30]

Depuis 2009, elle est représentée au sein de la commission locale d'information auprès du CEA de Fontenay-aux-Roses.

### Régime fiscal et budget
La communauté d'agglomération est un établissement public de coopération intercommunale à fiscalité propre.
Afin de financer l'exercice de ses compétences, l'intercommunalité perçoit, comme toutes les communatés d'agglomération, la fiscalité professionnelle unique (FPU) – qui a succédé à la taxe professionnelle unique (TPU) – et assure une péréquation de ressources.
Elle ne reverse pas de dotation de solidarité communautaire (DSC) à ses communes membres.

## Projets et réalisations
Conformément aux dispositions légales, une communauté d'agglomération a pour objet d'associer « au sein d'un espace de solidarité, en vue d'élaborer et conduire ensemble un projet commun de développement urbain et d'aménagement de leur territoire ».
- Environnement et loisirs : L'Office national des forêts et CAVGL ont signé  fin 2020 une convention pour faciliter l'accueil du public dans les forêts domaniales du territoire, notamment en vue de l'implantation de voies douces reliées à des itinéraires urbains pour faciliter les déplacements et les balades en forêt, la propreté et la sécurisation des espaces forestiers[34].